# Aixam

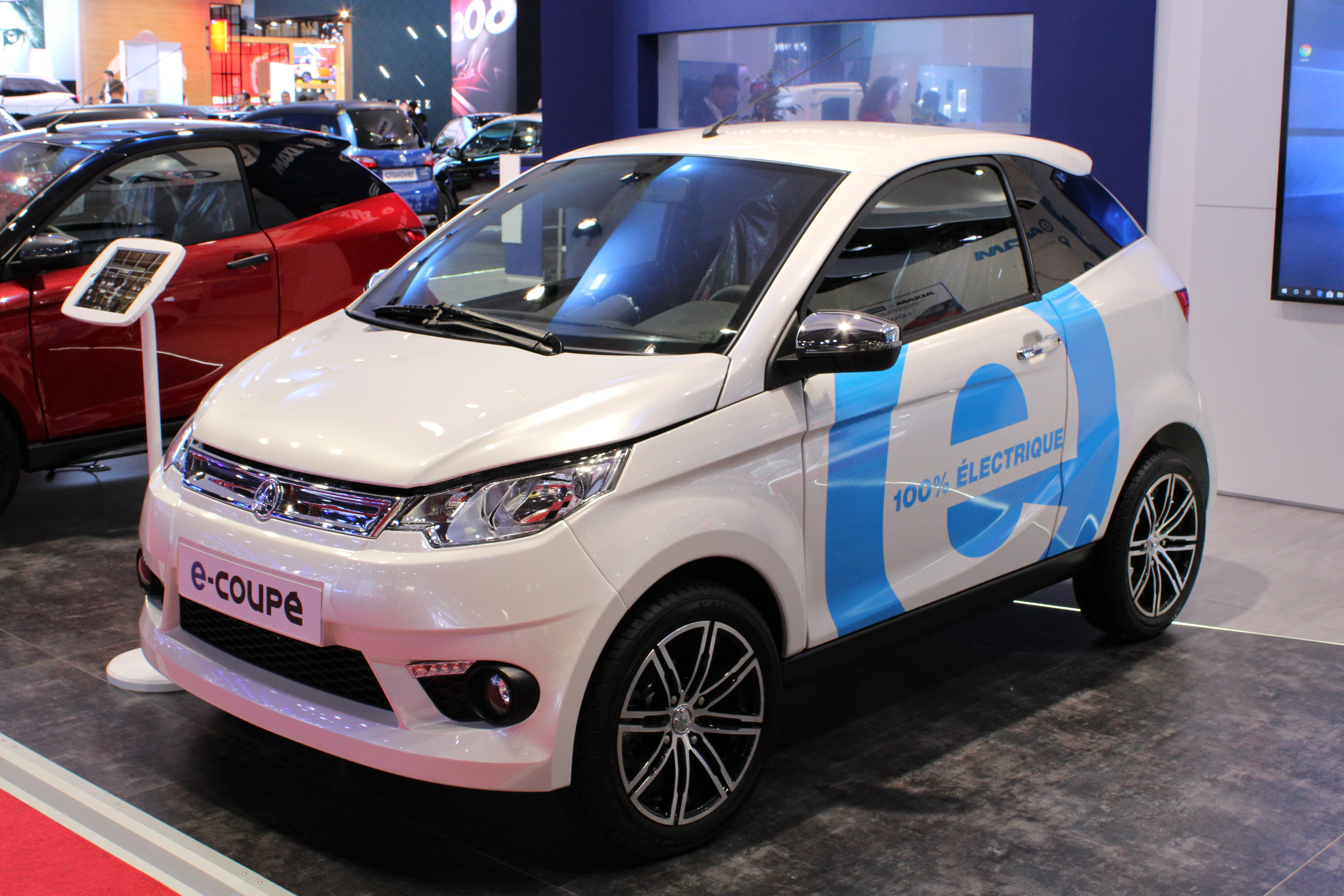
Aixam e-Coupé

Aixam är en fransk tillverkare av mopedbilar. Företaget grundades 1983 för att tillverka mikrobilar i en fabrik som tillhört biltillverkaren Arola. 2006 var Aixam Europas största tillverkare av mikrobilar. Företaget tillverkar för närvarande Aixam-A.777, en serie mikrobilar utrustade med Kubota- eller Lombardini-dieselmotorer, samt ett antal elektriska mopedbilar. För närvarande tillverkar Aixam mopedbilar från Emotion-, Minato- & Eaixam-serierna. Enligt denna hemsidan har Aixam tillverkat följande modeller av mopedbilar:
- Aixam City
- Aixam Coupe
- Aixam Crossline
- Aixam Crossover
- Aixam GTO
- Aixam Roadline
- Aixam Scouty
- Aixam A.741
- Aixam A.721
- Aixam 500
- Aixam 400
- Aixam Multitruck